# Apache Xerces
Xerces  olyan szoftver könyvtárak gyűjteménye, melyek alkalmasak XML parszolására, validációra, szerializációra és manipulációjára. A könyvtár rengeteg sztenderd API megvalósít meg XML parszolására, beleértve a DOM-t, SAX-t és a SAX2-t. A megvalósítások a következő programnyelveken érhetők el: Java, C++ és Perl.

## Külső hivatkozások
- Apache Xerces Project home
  - Xerces2 Java Project
    - Xerces2 Javadocs

  - Xerces C++ Project
  - Xerces Perl Project
- Tutorial: XML with Xerces for Java